# Левен Кюрзава
Леве́н Кюрзава́ (фр. Layvin Kurzawa, нар. 4 вересня 1992, Фрежус) — французький футболіст, захисник клубу «Парі Сен-Жермен».
Виступав, зокрема, за клуб «Монако» та національну збірну Франції.

## Клубна кар'єра

### «Монако»
Народився 4 вересня 1992 року в місті Фрежус. Вихованець юнацької команди клубу «Монако».
У дорослому футболі дебютував 2010 року виступами за команду клубу «Монако», в якій провів п'ять сезонів, взявши участь у 73 матчах чемпіонату. 

### «ПСЖ»
До складу клубу «Парі Сен-Жермен» приєднався 2015 року.

## Виступи за збірні
У 2010 році дебютував у складі юнацької збірної Франції, взяв участь у 8 іграх на юнацькому рівні.
З 2013 року залучався до складу молодіжної збірної Франції. На молодіжному рівні зіграв у 7 офіційних матчах, забив 3 голи.
У 2014 році дебютував в офіційних матчах у складі національної збірної Франції. Наразі провів у формі головної команди країни 13 матчів, забив 1 гол.

## Досягнення
- Чемпіон Франції: 2016, 2018, 2019, 2020, 2022, 2024
- Володар Кубка Франції : 2016, 2017, 2018, 2020, 2021
- Володар Кубка французької ліги: 2016, 2017, 2018, 2020
- Володар Суперкубка Франції: 2016, 2017, 2018, 2019, 2020, 2022, 2023